# Bereżce (gmina)
Bereżce – dawna gmina wiejska istniejąca do 1939 roku w woj. wołyńskim (obecnie na Ukrainie). Siedzibą gminy były Bereżce.
Pod zaborami w guberni wołyńskiej.
W okresie międzywojennym gmina Bereżce należała do powiatu krzemienieckiego w woj. wołyńskim. 1 października 1933 roku do gminy Bereżce przyłączono część obszaru zniesionej gminy Białokrynica oraz część miasta Krzemieńca, natomiast część obszaru gminy Bereżce włączono do gmin Poczajów i Stary Oleksiniec oraz do Krzemieńca.
Według stanu z dnia 4 stycznia 1936 roku gmina składała się z 23 gromad. Po wojnie obszar gminy Bereżce wszedł w struktury administracyjne Związku Radzieckiego.
Nie mylić z gminą Bereźce w powiecie lubomelskim i z gminą Bereźne w powiecie kostopolskim (wszystkie w woj. wołyńskim).